# Brattatjärnen
Brattatjärnen är en sjö i Marks kommun i Västergötland och ingår i Viskans huvudavrinningsområde.